# Launch Complex 18
| Launch Complex 18                         | Launch Complex 18                             |
| ----------------------------------------- | --------------------------------------------- |
| Vanguard Rakete auf der Startrampe LC-18A |                                               |
| Koordinaten                               | 28° 26′ 57″ N, 80° 33′ 44″ W                  |
| Typ                                       | Orbital Launch Site                           |
| Betreiber                                 | U.S. Space Force NASA                         |
| Baubeginn                                 | 1956                                          |
| Launch Pads                               | 2                                             |
| Raketen                                   | Viking Vanguard Thor verschiedene Scout-Typen |
| CCAFS                                     |                                               |

Der Launch Complex 18 (LC-18) ist ein nicht mehr genutzter Startplatz mit zwei Startrampen der Cape Canaveral Space Force Station (ehemals CCAFS) auf Merritt Island, Cape Canaveral in Florida, USA.

## Geschichte
Ursprünglich wurde dieser Startplatz 1956 für Vanguard-Raketen gebaut. Nach zwei Viking-Missionen ließ man am  23. Oktober 1957 um 19:22 UTC die Rakete starten, für die der Komplex gebaut worden war. Etwa zwei Jahre später, am 4. Juni 1958 nahm man Pad-B in Betrieb. 
In der ersten Hälfte des Betriebs dieser Startmöglichkeit nutzte man Pad-A ausschließlich für die Vanguard und die Schwesterrampe für die Thor DM-18. Der letzte Start einer Vanguard von LC-18A erfolgte am 18. September 1959. In den folgenden Monaten folgten nur noch Thor-DM 18 Starts; Pad-A war für fast ein Jahr außer Betrieb. In der zweiten Hälfte erfolgten von Pad-A Blue Scout Junior und von Pad B Blue Scout 1 und 2 Starts.

## Der Komplex
Der Komplex besteht aus zwei Startrampen: 18A und 18B. Beides sind Betonflächen, auf denen sich die jeweiligen Startaufbauten befinden.

### Launch Complex 18-A
Die Rakete startet auf einem etwa fünf Meter hohen Metallgerüst, durch das der Qualm während des Starts geleitet wird. Neben dem Geräteschuppen von LC-18A steht der Startturm, der mit einem kurzen Sendemast zu vergleichen ist. Auch bei diesen Startrampen gibt es mobile Servicetürme. Pad As Serviceturm, der für die Vanguard-Rakete genutzt wurde, kann in mehreren Ebenen die Rakete komplett umgreifen. Auf dem „Dach“ des Turms ist ein Kran montiert.

### Launch Complex 18-B
Der Serviceturm dieser Startrampe ähnelt den Pad-17-Servicetürmen. Auch hier kann man mit einem Kran, der an der Seite des breiten Turms montiert ist, Lasten wie z. B. Satelliten oder Oberstufen bewegen.

## Startliste
| Datum              | Zeit (UTC) | Pad | Raketentyp        | Nutzlast/Mission                       | Anmerkungen                                               |
| ------------------ | ---------- | --- | ----------------- | -------------------------------------- | --------------------------------------------------------- |
| 8. Dezember 1956   | 06:03      | A   | Viking            | Testflug                               |                                                           |
| 1. Mai 1957        | 06:29      | A   | Viking            | Testflug                               | Letzter Viking-Flug                                       |
| 23. Oktober 1957   | 19:22      | A   | Vanguard          | Testflug                               |                                                           |
| 6. Dezember 1957   |            | A   | Vanguard          | Testflug                               | Fehlstart (Rakete explodierte nach 2 Sekunden)            |
| 5. Februar 1958    |            | A   | Vanguard          |                                        | Fehlstart (Rakete zerbricht nach 58 Sekunden)             |
| 17. März 1958      |            | A   | Vanguard          |                                        |                                                           |
| 29. April 1958     |            | A   | Vanguard          |                                        | Fehlstart (3. Stufe zündete nicht)                        |
| 28. Mai 1958       |            | A   | Vanguard          |                                        | Fehlstart (Probleme mit der 3. Stufe)                     |
| 4. Juni 1958       |            | B   | Thor DM-18        | Testflug                               | Erster Start einer Thor von LC-18                         |
| 26. Juni 1958      |            | A   | Vanguard          |                                        | Fehlstart (2. Stufe schaltete zu früh ab)                 |
| 6. August 1958     |            | B   | Thor DM-18        | Testflug                               |                                                           |
| 26. September 1958 |            | A   | Vanguard          |                                        | Fehlstart (Probleme mit der 2. Stufe)                     |
| 5. Dezember 1958   |            | B   | Thor DM-18        | Forschungsflug                         |                                                           |
| 30. Dezember 1958  |            | B   | Thot DM-18        | Forschungsflug                         | Fehlstart                                                 |
| 17. Februar 1959   |            | A   | Vanguard          |                                        |                                                           |
| 21. März 1959      |            | B   | Thor DM-18        | Forschungsflug                         |                                                           |
| 14. April 1959     |            | A   | Vanguard          |                                        | Fehlstart (2. Stufe wurde beschädigt)                     |
| 25. April 1959     |            | B   | Thor DM-18        | Forschungsflug                         |                                                           |
| 22. Mai 1959       |            | B   | Thor DM-18        | Forschungsflug                         |                                                           |
| 22. Juni 1959      |            | A   | Vanguard          |                                        | Fehlstart (2. Stufe funktionierte nicht ordnungsgemäß)    |
| 25. Juni 1959      |            | B   | Thor DM-18        | Forschungsflug                         |                                                           |
| 24. Juli 1959      |            | B   | Thor DM-18        | Forschungsflug                         |                                                           |
| 14. August 1959    |            | B   | Thor DM-18        | Forschungsflug                         |                                                           |
| 12. September 1959 |            | B   | Thor DM-18        | Forschungsflug                         |                                                           |
| 18. September 1959 |            | A   | Vanguard          |                                        | Teilerfolg (3. Stufe trennte sich nicht von der Nutzlast) |
| 6. Oktober 1959    |            | B   | Thor DM-18        | Forschungsflug                         | Meteoritenerforschung                                     |
| 28. Oktober 1959   |            | B   | Thor DM-18        | Forschungsflug                         | Meteoritenerforschung                                     |
| 1. Dezember 1959   |            | B   | Thor DM-18        | Forschungsflug                         | Meteoritenerforschung                                     |
| 14. Januar 1960    |            | B   | Thor DM-18        | Spezieller Testflug                    |                                                           |
| 9. Februar 1960    |            | B   | Thor DM-18        | Spezieller Testflug                    |                                                           |
| 29. Februar 1960   |            | B   | Thor DM-18        | Spezieller Testflug                    |                                                           |
| 21. September 1960 |            | A   | Blue Scout Junior | Forschungsflug HETS                    | Erster Blue-Scout-Flug                                    |
| 8. November 1960   |            | A   | Blue Scout Junior | Forschungsflug HETS                    | Fehlstart                                                 |
| 7. Januar 1961     |            | B   | Blue Scout 1      | Forschungsflug HETS A1-1               |                                                           |
| 3. März 1961       |            | B   | Blue Scout 2      | Forschungsflug HETS A2-1               |                                                           |
| 12. April 1961     |            | B   | Blue Scout 2      | Forschungsflug HETS A2-2               |                                                           |
| 9. Mai 1960        |            | B   | Blue Scout 1      | Forschungsflug HETS A1-2               |                                                           |
| 21. September 1960 |            | B   | Blue Scout 1      | Forschungsflug HETS A1-1               |                                                           |
| 17. August 1961    |            | A   | Blue Scout Junior | Forschungsflug HETS                    |                                                           |
| 1. November 1961   |            | B   | Blue Scout 2      | Mercury-Scout 1                        | Fehlstart                                                 |
| 12. April 1962     |            | B   | Blue Scout 1      | Testmission                            | Fehlstart                                                 |
| 30. Juli 1963      |            | A   | Blue Scout Junior | Space-Radio-Projekt                    |                                                           |
| 13. März 1964      |            | A   | Blue Scout Junior | Erforschung der Magnetosphäre          | Fehlstart                                                 |
| 28. Januar 1965    |            | A   | Blue Scout Junior | Erforschung der Magnetosphäre          | Fehlstart                                                 |
| 30. März 1965      |            | A   | Blue Scout Junior | Erforschung der Magnetosphäre          |                                                           |
| 9. April 1965      |            | A   | Blue Scout Junior | Erforschung unterschiedlicher Strahlen |                                                           |
| 12. Mai 1965       |            | A   | Blue Scout Junior | Erforschung der Magnetosphäre          |                                                           |
| 9. Juni 1965       |            | A   | Blue Scout Junior | Erforschung unterschiedliche Strahlen  |                                                           |